# Charana mandarinus
Charana mandarinus (tên phổ biến trong tiếng Anh: mandarin blue) là một loài bướm ngày thuộc họ Bướm xanh. Loài này được tìm thấy trong khu vực sinh thái Ấn – Mã.
Ấu trùng của loài này ăn các loài thuộc chi Loranthus.

## Phân loài
Các phân loài của loài này được ghi nhận gồm có:
- Charana mandarinus mandarinus (Sikkim, Bhutan, Assam, Miến Điện, Thái Lan)
- Charana mandarinus splendida Moulton, 1911 (Borneo, Malaya bán đảo, có thể là Sumatra)